# Vicente Coello Girón
Vicente Coello Girón (València, 25 de desembre de 1915 - Madrid, 27 de desembre de 2006) va ser un periodista i guionista de cinema espanyol.
Llicenciat en Dret, va iniciar la seva carrera periodística al Diario Levante de la seva ciutat natal, per a continuar després en Jornada, el diari esportiu Marca i a Ràdio València. Va dirigir més tard Radio Mediterráneo i va col·laborar com a crític de cinema en la premsa diària llevantina. Establert a Madrid, va ser cofundador de la revista Triunfo, junt amb José Ángel Ezcurra Carrillo i va començar a treballar com a guionista de cinema sense abandonar el periodisme. Al llarg de la seva dilatada carrera va arribar a realitzar, en solitari o conjuntament, 67 guions, alguns dels quals de pel·lícules com Pequeñeces (dirigida per Juan de Orduña, 1950), Los ladrones somos gente honrada (1955), Atraco a las tres (junt amb Pedro Masó i Buscando a Mónica, ambdues dirigides per José María Forqué, 1962) o Vente a Alemania, Pepe (1970). Molts dels guions els va elaborar al costat de Vicente Escrivá, i fou guionista de la majoria de les pel·lícules en les quals va ser protagonista Paco Martínez Soria. Va ser guardonat amb la Medalla d'Or de l'Acadèmia del Cinema en 1996.

## Premis
Medalles del Cercle d'Escriptors Cinematogràfics
| Any  | Categoria            | Pel·lícules            | Resultat  |
| ---- | -------------------- | ---------------------- | --------- |
| 1964 | Millor guió original | Vacaciones para Ivette | Guanyador |